# بازنمایی زنان در تراژدی آتنی
بازنمایی زنان در تراژدی آتنی منحصراً با مردان بوده‌است و احتمالاً (اگرچه قرائن یقینی در دست نیست) فقط برای مردان هم اجرا می‌شده‌است.
در جامعه‌ای که سکوت زنان را ارزشمند می‌دانستند، غلبهٔ زنان در متداول‌ترینِ هنرهای آتنی متناقض‌نماست. فقط در یکی از ۳۲ نمایشنامهٔ باقی‌مانده از یونان باستان هیچ شخصیت زنی وجود ندارد: فیلوکتتس (سوفوکل). شمار زنان در هماوازان تراژدی‌ها نیز با ۲۱ تن دربرابر ۱۰ از شمار مردان بیشتر است.
مکاریا در هراکلیدای بر آن است که «زن را سکوت و خویشتن‌داری برازنده‌تر است.» گزنفون فیلسوف فکر می‌کرد که زنان به خصائل نیکویی مانند «هوشمندی» و «عشق به کودکان» آراسته‌اند؛ بااین‌همه، او ترس یونانی از این «دیگران» را با برجسته‌کردن «غیرمنطقی‌بودن»، «شوق دینی» و «شور جنسی» آن‌ها منعکس می‌سازد. ارسطو از این هم فراتر رفت و اظهار داشت که زنان ناقص و گونهٔ کمال‌نیافتهٔ مردان هستند و ساخته شده‌اند که فرمان‌بر مردان باشند.